# Beaurepaire (Aisne)
Pour les articles homonymes, voir Beaurepaire.
Beaurepaire est un hameau de la commune de Laigny situé dans le département de l'Aisne.

## Géographie

### Accès
Pour accéder au Bois de Laigny, il faut prendre la D 771 qui relie Laigny à Fontaine-lès-Vervins en passant par le hameau. 

### Hydrographie
La localité est l'endroit où Le Beaurepaire, qui est un ruisseau, prend sa source. De plus, le ruisseau porte le nom du hameau. 

## Toponyme
Le nom de la localité a pour origine Bellus reditus qui est signalé en 1238 qui signifie littéralement Revenir beau ou Revenir gentil car  Beau signifie Bellus, et reditus est transcrit par le verbe Revenir.
Sens du toponyme : le « bel abri », le « beau séjour ».

## Histoire
Avant la Révolution française, Beaurepaire formait une seigneurie indépendante à celle de Laigny. La présence de nom, comme Jean II de Beaurepaire, seigneur de Voulpaix, permet de dire que celle-ci avait eu ses seigneurs particuliers. À la Révolution française, Beaurepaire est rattaché à la commune de Laigny

## Administration
Beaurepaire étant un hameau de la commune de Laigny, l'administration et les maires de ce hameau sont ceux de Laigny